# Louca (canção)
"Louca" é uma canção da cantora pop brasileira Wanessa Camargo. Escrita por Césas Lemos e Karla Aponte, lançada como o terceiro single do álbum W, em 22 de Agosto de 2006, pela Sony Music.

## Antecedentes
A música foi escolhida pelo público através de uma enquete criada no website oficial da cantora para ser trabalhada como terceiro single do álbum. Ela disputava com os singles promocionais "Relaxa" e "Culpada", mas acabou ganhando a preferência com mais de 70% dos votos. 

## Projetos não-realizados
1. Havia planos para a gravação de um videoclipe mas com o trabalho intenso para a produção de seu próximo álbum foi cancelado.
2. Wanessa pretendia lançar um DVD da turnê "W in Tour", chegando a gravar um dos shows, porém os planos acabaram não se concretizando.
3. A canção "Era Uma Vez" foi inicialmente planejada para ser lançada como quarto single do álbum e substituir "Louca" nas rádios, mais o projeto foi cancelado.